# Changaj (ajmak północnochangajski)
Changaj (mong. Хангай сум) – jeden z 19 somonów ajmaku północnochangajskiego leżący w jego zachodniej części. Siedzibą administracyjną somonu jest Chunt znajdujący się 684 km od stolicy kraju, Ułan Bator i 230 km od stolicy ajmaku, Cecerlegu. W 2010 roku somon liczył 2825 mieszkańców.

## Gospodarka
Występują złoża złota, ołowiu, rudy żelaza, kamieni szlachetnych. Usługi: warsztaty, szkoła, szpital.

## Geografia
W somonie znajdują się pasma Changaju, m.in. Cagaan Asgat, Cachir chajrchan, Teel, Terch, Giczgen. Przez somon przepływają rzeki Terch, Giczgen, Teel i ich dopływy. Znajdują się tu także małe jeziora.
Somon leży w strefie surowego klimatu kontynentalnego. Średnie temperatury stycznia wynoszą od -20 do -24 °C, natomiast czerwca od 12 do 16 °C. Średnia roczna suma opadów waha się od 300 do 450 mm.

## Fauna
Na terenie somonu występują m.in. owce dzikie, koziorożce, dziki, sarny, lisy, wilki, korsaki, manule, zające i świstaki syberyjskie.